# Baby I Need Your Love
„Baby I Need Your Love” – singel niemieckiej piosenkarki C.C. Catch wydany w 1989 roku przez Hansa Records. Utwór został napisany przez Dietera Bohlena. Singel promował wydany pod koniec poprzedniego roku piąty album artystki pt. Big Fun oraz po części składankę Classics. Tak jak to było w przypadku poprzednika („Summer Kisses”), ze względu na brak większej promocji, singel nie odniósł sukcesów na listach przebojów.

## Lista utworów

### Wydanie na 7"[1]
A. „Baby I Need Your Love” – 3:05
B. „Night In Africa” – 4:11
- Faktyczne długości nagrań na tym wydaniu różnią się od tych napisanych na okładce
- Wersje nagrań na tym wydaniu pochodzą z albumu Big Fun.

### Wydanie na 12"[2]
A. „Baby I Need Your Love” – 4:46
B1. „Night In Africa” – 4:11
B2. „Baby I Need Your Love (Radio Version)” – 3:05
- Faktyczne długości nagrań na tym wydaniu różnią się od tych napisanych na okładce.
- Wersja maxisingowa utworu „Baby I Need Your Love” to przedłużona wersja tego nagrania, piosenka ta oryginalnie (w wersji krótkiej) znajduje się na albumie Big Fun.
- Nagranie „Night In Africa” pochodzi z albumu Big Fun.
- Wersja (Radio Mix) nagrania „Baby I Need Your Love” to wersja z wydania na 7".

### Wydanie na CD[3]
1. „Baby I Need Your Love” – 4:47
2. „Night In Africa” – 4:08
3. „Baby I Need Your Love (Radio Version)” – 3:02
- Faktyczne długości wersji nagrań „Baby I Need Your Love” na tym wydaniu różnią się od tych napisanych na okładce.
- Wersja maxisinglowa utworu „Baby I Need Your Love” to przedłużona wersja tego nagrania, piosenka ta oryginalnie (w wersji krótkiej) znajduje się na albumie Big Fun.
- Nagranie „Night In Africa” pochodzi z albumu Big Fun.
- Wersja (Radio Mix) nagrania „Baby I Need Your Love” to wersja z wydania na 7".

## Autorzy[4]
- Muzyka: Dieter Bohlen
- Autor tekstów: Dieter Bohlen
- Śpiew: C.C. Catch
- Producent: Dieter Bohlen
- Aranżacja: Dieter Bohlen
- Współproducent: Luis Rodríguez